# Ludwik Franciszek Andrzej Barret
Ludwik Franciszek Andrzej Barret, (fra) Louis-François-André Barret (ur. 23 września 1753 w Carpentras, zm. 2 września 1792 w Paryżu) – błogosławiony Kościoła katolickiego, męczennik, ofiara antykatolickich prześladowań okresu rewolucji francuskiej.
Był duchownym diecezji paryskiej. Pracował w kościele św. Rocha w Paryżu. W okresie gdy w rewolucyjnej Francji nasiliło się prześladowanie katolików, został aresztowany i przewieziony do klasztoru karmelitów. O przebiegu jego męczeństwa można przeczytać w zachowanych listach autorstwa naocznego świadka, adresowanych do jego ojca. Był jednym z oddanych przez komisarza Violette`a w ręce zgromadzonego tłumu odmawiających złożenia przysięgi na cywilną konstytucję kleru, zasieczonych szablami i bagnetami, a którzy uszli z rozpoczętej wcześniej masakry w ogrodzie. 2 września 1792 roku został zamordowany na terenie klasztoru karmelitów. Ofiary mordu zostały pochowane w zbiorowych mogiłach na terenie cmentarza Vaugirard, część z nich wrzucono do studni klasztornej, a po ekshumacji w 1867 roku ich relikwie spoczęły w krypcie kościoła karmelitów. 
Był jedną z ofiar tak zwanych masakr wrześniowych, w których zginęło 300 duchownych, ofiar nienawiści do wiary (łac) odium fidei. Był autorem „Myśli”.
Dzienna rocznica śmierci jest dniem kiedy wspominany jest w Kościele katolickim.
Ludwik Franciszek Andrzej Barret znalazł się w grupie 191 męczenników z Paryża beatyfikowanych przez papieża Piusa XI 17 października 1926.